# Frank Blunstone
Frank Blunstone (Crewe, 17 ottobre 1934) è un allenatore di calcio ed ex calciatore inglese, di ruolo centrocampista.

## Carriera

### Giocatore

#### Club
Esordisce tra i professionisti nel 1951, all'età di 17 anni, con il Crewe Alexandra, club della sua città natale, con cui in un biennio segna 12 gol in 48 presenze nella terza divisione inglese; nel 1953 viene ceduto per 7500 sterline ai londinesi del Chelsea, con i quali nei mesi finali della stagione 1952-1953 segna 2 reti in 11 presenze in prima divisione, andando invece in rete per 3 volte in 31 presenze nell'annata successiva. Nella stagione 1954-1955 vince il campionato, contribuendo al successo in modo importante con 3 reti in 23 presenze. Continua a giocare con i Blues fino al termine della stagione 1963-1964 quando, appena trentenne, si ritira: ad eccezione della stagione 1962-1963 (conclusa con una promozione dalla seconda alla prima divisione) gioca sempre in prima divisione, categoria in cui in totale realizza 39 reti in 282 partite giocate, aggiungendo inoltre 2 presenze in Coppa delle Fiere e 35 presenze e 8 reti in seconda divisione, vincendo tra l'altro anche il FA Charity Shield 1955.
In carriera ha totalizzato complessivamente 365 presenze e 59 reti nei campionati della Football League.

#### Nazionale
Tra il 1954 ed il 1956, Blunstone ha segnato 3 gol in 5 presenze nella nazionale inglese Under-23. Nel medesimo biennio ha anche giocato 5 partite con la nazionale maggiore.

### Allenatore
Subito dopo il ritiro Blunstone inizia a lavorare come vice allenatore del Chelsea, incarico che mantiene fino al 1969, anno in cui diventa allenatore del Brentford, club della terza divisione inglese che allena fino al 1973 (e che allena ancora in seguito per un breve periodo nel 1984). Successivamente lavora anche come vice al Manchester Utd ed allena nella prima divisione greca Ethnikos Pireo ed Arīs Salonicco.

## Palmarès

### Giocatore

#### Competizioni nazionali
- Campionato inglese: 1

Chelsea: 1954-1955
- FA Charity Shield: 1

Chelsea: 1955